# Acta Energetica
Acta Energetica – kwartalnik, w którym publikowane są artykuły naukowe i praktyczne zastosowania rozwiązań w energetyce. Pismo jest adresowane do odbiorców w kraju i za granicą, dlatego publikowane jest po angielsku, a poglądowo także po polsku. Tematyka czasopisma związana jest z energetyką i elektroenergetyką oraz dziedzinami pokrewnymi, w tym ekonomicznymi, organizacyjnymi i prawnymi aspektami rozwoju energetyki. Każdy numer zawiera od 8 do 12 publikacji naukowych wraz z krótkimi biografiami autorów. Wersją pierwotną czasopisma jest wersja elektroniczna. Wszystkie artykuły publikowane w Acta Energetica są dostępne bezpłatnie na stronie internetowej Kwartalnika.
Kwartalnik Acta Energetica jest wydawany od roku 2009 przez ENERGA SA i funkcjonuje pod dodatkowym patronatem Politechniki Gdańskiej.
Czasopismo jest indeksowane w bazie danych o zawartości polskich czasopism technicznych BazTech oraz Index Copernicus.
Acta Energetica figuruje w części B opublikowanej 17 grudnia 2013 roku Liście czasopism punktowanych przez Ministerstwo Nauki i Szkolnictwa Wyższego. Za publikację w Kwartalniku przyznawanych było 4 punkty (stan na 2013 rok).